# Джон Геєс (тенісист)
Джон Геєс (англ. John Hayes; нар. 7 квітня 1955) — колишній американський тенісист.
Найвищу одиночну позицію світового рейтингу — 92 місце досяг 22 грудня, 1980, парну — 281 місце — 3 січня, 1983 року.
Найвищим досягненням на турнірах Великого шолома було 2 коло в одиночному та парному розрядах.

## Фінали Гран-прі за кар'єру

### Парний розряд: 1 (0–1)
| Результат | W/L | Дата     | Турнір    | Покриття | Партнер       | Суперники            | Рахунок       |
| --------- | --- | -------- | --------- | -------- | ------------- | -------------------- | ------------- |
| Поразка   | 0–1 | Бер 1981 | Напа, США | Тверде   | Трейсі Делатт | Кріс Мейотт Рік Маєр | 3–6, 6–3, 6–7 |